# Клузиус, Карл
Карл Клузиус (лат. Carolus Clusius или нидерл. Karl Clusius) или Шарль де Леклюз (фр. Charles de l’Écluse), 19 февраля 1526 — 4 апреля 1609) — нидерландский, французский или французско-нидерландский ботаник, один из важнейших европейских ботаников XVI века, считающийся главным ботаником своего времени, центральная фигура в обширной европейской сети обменов растениями, основоположник голландской индустрии луковичных растений, профессор ботаники, миколог, «отец микологии», врач, натуралист (естествоиспытатель) и гуманист.

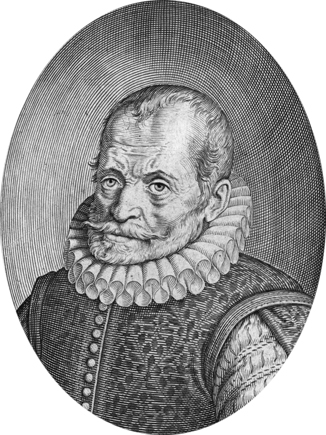
Карл Клузиус в пожилом возрасте

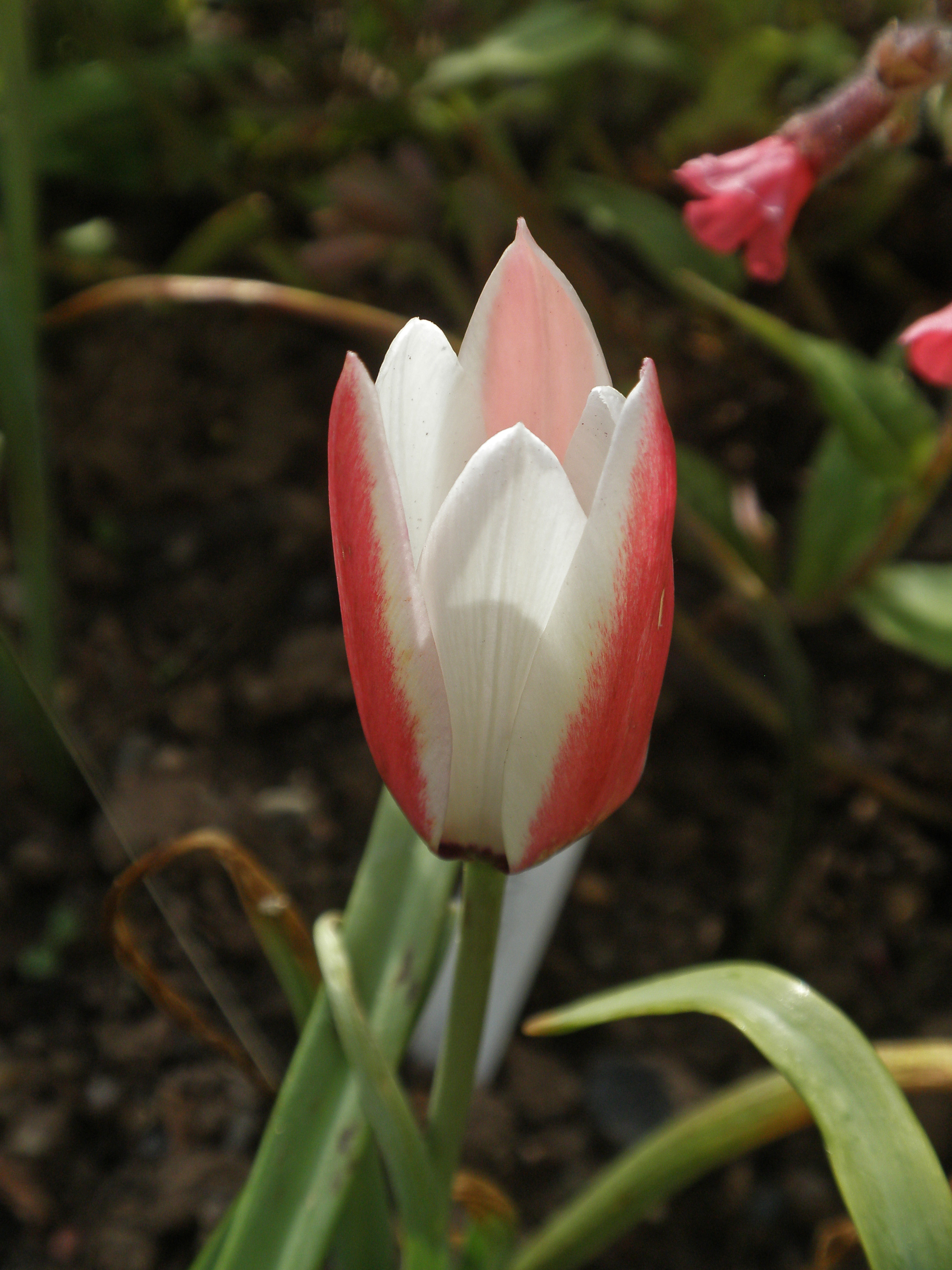
Тюльпан Tulipa clusiana, названный в честь Клузиуса

## Биография
Карл Клузиус родился в городе Аррас 19 февраля 1526 года в богатой, хорошо образованной католической семье. Отец Клузиуса, Мишель де Леклюз, был дворянином и служил советником в провинциальном суде Артуа. Учился Карл Клузиус в Швейцарии, в Германии и во Франции. Он изучал юриспруденцию и философию в Гентском университете. В начале 1550 года Клузиус провёл некоторое время в Швейцарии; в 1551 году он находился в Монпелье, занимаясь с профессором Гийомом Ронделе. Среда Монпелье с её богатством растений особенно подходила для развития и усиления склонностей Клузиуса к ботанике; за эти годы становления он изучил не менее восьми языков и получил обширные знания по широкому кругу вопросов. Карл Клузиус мог читать на нидерландском, французском, немецком, греческом, итальянском, испанском и латинском языках. Он также занимался самостоятельным изучением португальского языка. Первой публикацией Клузиуса был французский перевод работы Ремберта Додунса «Cruydt-Boeck», опубликованный в Антверпене в 1557 году. Карл Клузиус был советником князей и аристократов в различных европейских странах.
Один современник описывал Клузиуса как отца всех красивых садов в Европе. На момент рождения Карла Клузиуса сады мало изменились с VIII века; Клузиус сыграл в их изменении значительную роль. Ботаника становилась самостоятельной дисциплиной и больше не рассматривалась как отрасль медицины; растения представляли интерес только из-за своих лекарственных и кулинарных свойств, а Клузиус был одним из первых в Северной Европе, кто признавал растения сами по себе, оценивая их красоту так же, как их использование.
Карл Клузиус был приглашён в Вену для создания ботанического сада; он был директором ботанического сада в Вене (1573—1587) при дворе императора Максимилиана II. Покровительство императора дало ему возможность путешествовать по всей Европе, собирая информацию для своих ботанических исследований, и внедрить ряд новых растений за пределами Европы.
Клузиус способствовал введению культуры картофеля в Европе, а также ввёл в Нидерландах тюльпаны. Считается также, что он ввёл в западноевропейское садоводство пионы и гиацинты. В 1593 году Клузиус стал почётным профессором ботаники в Лейдене; эту должность он занимал до своей смерти. Одним из важных достижений Клузиуса стало создание Лейденского ботанического сада, второго подобного учреждения к северу от Альп. Он создал его в преклонном возрасте 67 лет. В Лейденском ботаническом саду Карл Клузиус посадил несколько луковиц тюльпанов, которые были присланы ему из Константинополя Бюсбеком — послом Священной Римской империи при дворе султана Сулеймана I. Несмотря на то, что тюльпаны были из Центральной Азии и к западу от Константинополя до этого не выращивались, они адаптировались к климатическим условиям северо-западной Европы. Весной 1594 года первые тюльпаны расцвели на севере Нидерландов. Это стало началом голландской индустрии луковичных растений.
Карл Клузиус является автором инновационных, всемирно известных ботанических публикаций. Его считают «отцом микологии», потому что в 1601 году он написал первую монографию о грибах. Это было региональное описание грибной флоры Венгрии — «Fungorum in Pannoniis observatorum brevis historia», которое вышло в общем томе «Rariorum plantarum historia», получившем позднее название «Кодекса Клузиуса» («Codex Clusianus»). Клузиус описал 47 «родов» и 105 «видов» грибов, снабдив описания довольно точными акварельными иллюстрациями. Большинство грибов из «Кодекса Клузиуса» можно достаточно точно идентифицировать по иллюстрациям.
Карл Клузиус умер в Лейдене 4 апреля 1609 года.

## Научная деятельность
Карл Клузиус специализировался на микологии, а также на изучении растений и животных. Клузиус описал множество новых растений и животных Европы, Азии, Африки, Северной Америки и Южной Америки. Он впервые выделил некоторые семейства растений.

## Научные работы

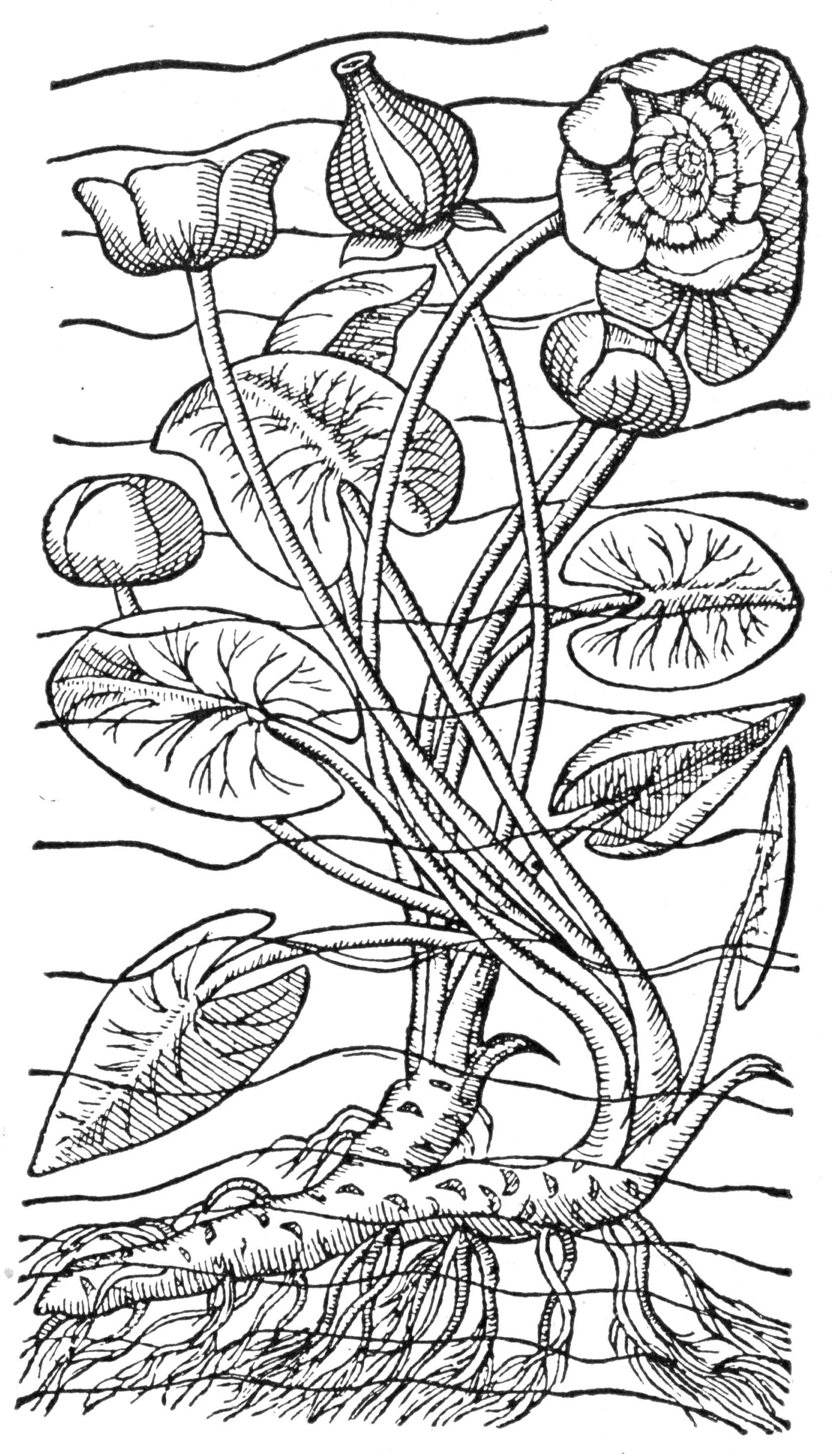
Núphar lútea (Кубышка жёлтая). Иллюстрация из работы «Rariorum Plantarum Historia» (1601)

- 1561: Antidotarium sive de exacta componendorum miscendorumque medicamentorum ratione ll. III … nunc ex Ital. sermone Latini facti (Antwerpen. Ex officina Plantiniana).
- 1570: Galliae Narbonensis ora marittima (Antwerpen. Abraham Ortelius).
- 1571: Hispania nova descriptio (Antwerpen. Abraham Ortelius).
- 1582: Aliquot notae in Garciae Aromatum historiam (Antwerpen. Ex officina Plantiniana).
- 1583: Rariorum aliquot stirpium, per Pannoniam, Austriam, & vicinas quasdam provincias observatarum historia, IV libris expressa (Antwerpen. Ex officina Plantiniana).
- 1583: Stirpium nomenclator Pannonicus (Nemetvyawarini: Joannes Manlius).
- 1601: Rariorum plantarum historia / Fungorum in Pannoniis observatorum brevis historia. Exoticorum libri decem: quibus animalium, plantarum, aromatum, aliorumque peregrinorum fructuum historiæ discribuntur (Antwerpen. Ex officina Plantiniana apud Ioannem Moretum).
- 1605: Exoticorum libri decem: quibus animalium, plantarum, aromatum, aliorumque peregrin. fructuum historiae describuntur / item Pt. Bellonii Observationes, eodem C.C. interprete (Leiden: Ex officina Plantiniana).
- 1611: Curae posteriores, seu plurimarum non antè cognitarum, aut descriptarum stirpium, peregrinorumque aliquot animalium novae descriptiones: quibus & omnia ipsius opera, aliáque ab eo versa augentur, aut illustrantur: accessit seorsim Everardi Vorstii. .. de eiusdem Caroli Clusii Vita & obitu oratio, aliorumque Epicedia (Leiden & Antwerpen). Ex officina Plantiniana.
- 1619: Summi Galliae Belgicae corographica descriptio posthuma, ed. Joachim Morsius (Leiden: Jac. Marcus).
- 1630: Appendix cultori plantarum exoticarum necessaria. in Herbarium Horstianum (Marburg).

## Почести
Шарль Плюмье назвал в его честь род растений Клузия (лат. Clusia) семейства Клузиевые (лат. Clusiaceae). Позже это название было принято Карлом Линнеем.
В честь Карла Клузиуса были также названы следующие виды растений:
- Amaryllis clusiana Ker Gawl., 1817[27]
- Galanthus clusii Fisch. ex Steud., 1840[28]
- Gentiana clusii E.P.Perrier & Songeon, 1853[29]
- Primula clusii Wiest ex Nyman, 1881[30]
- Primula clusiana Tausch, 1821[31]
- Potentilla clusiana Jacq., 1774[32]
- Potentilla clusiana Geners., 1822[33]
- Rubus clusii Borbás, 1885[34]
- Paeonia clusii Stern & Stearn, 1940[35]
- Achillea clusiana Tausch, 1821[36]
- Doronicum clusii (All.) Tausch, 1828[37]
- Tulipa clusiana Shepherd ex Schult.f., 1830[38]
- Tulipa clusiana Redouté, 1803[39]
- Tulipa clusiana Orph. ex Nyman, 1882[40]
- Auricula-ursi clusiana (Tausch) Soják, 1980[41]
- Tilia clusiana J.Wagner, 1926[42]